# サミュエル・フリズヨンソン
サミュエル・フリズヨンソン（Samúel Friðjónsson 、1996年2月22日 - ）は、アイスランド・レイキャネスベア出身のプロサッカー選手。サッカーアイスランド代表。バイキングFK所属。ポジションは、ミッドフィールダー。

## 経歴

### クラブ
地元クラブのKRケプラヴィークでデビュー。2013年3月からレディングFCのトレーニングに参加し、7月1日に2年契約を結んだ。2015年5月、契約を1年延長。2016年5月9日、レディングは6月30日に切れる契約を更新しないことを発表した。
レディング退団後、ノルウェーのヴォレレンガ・フォトバルと3年契約を結んだ。
2020年1月19日、SCパーダーボルン07と2022年までの2年半の契約を締結したことが発表された。
2020年10月、バイキングFKに移籍した。

### 代表
育成年代からアイスランド代表としてプレー。2018年1月11日、インドネシア選抜との非公式マッチでフル代表デビューを果たした。
2018年5月11日、2018 FIFAワールドカップに参加する代表チーム23人の一人に選ばれた。

## 代表歴

### 出場大会
- アイスランド代表
  - 2018 FIFAワールドカップ

### 試合数
- 国際Aマッチ 7試合 0得点（2018年-2019年）[10]

| アイスランド代表 | 国際Aマッチ | 国際Aマッチ |
| 年               | 出場        | 得点        |
| ---------------- | ----------- | ----------- |
| 2018             | 4           | 0           |
| 2019             | 3           | 0           |
| 通算             | 7           | 0           |